# Josef Benetseder
Josef Benetseder (* 10. Februar 1983 in Ried im Innkreis) ist ein ehemaliger österreichischer Straßenradrennfahrer.

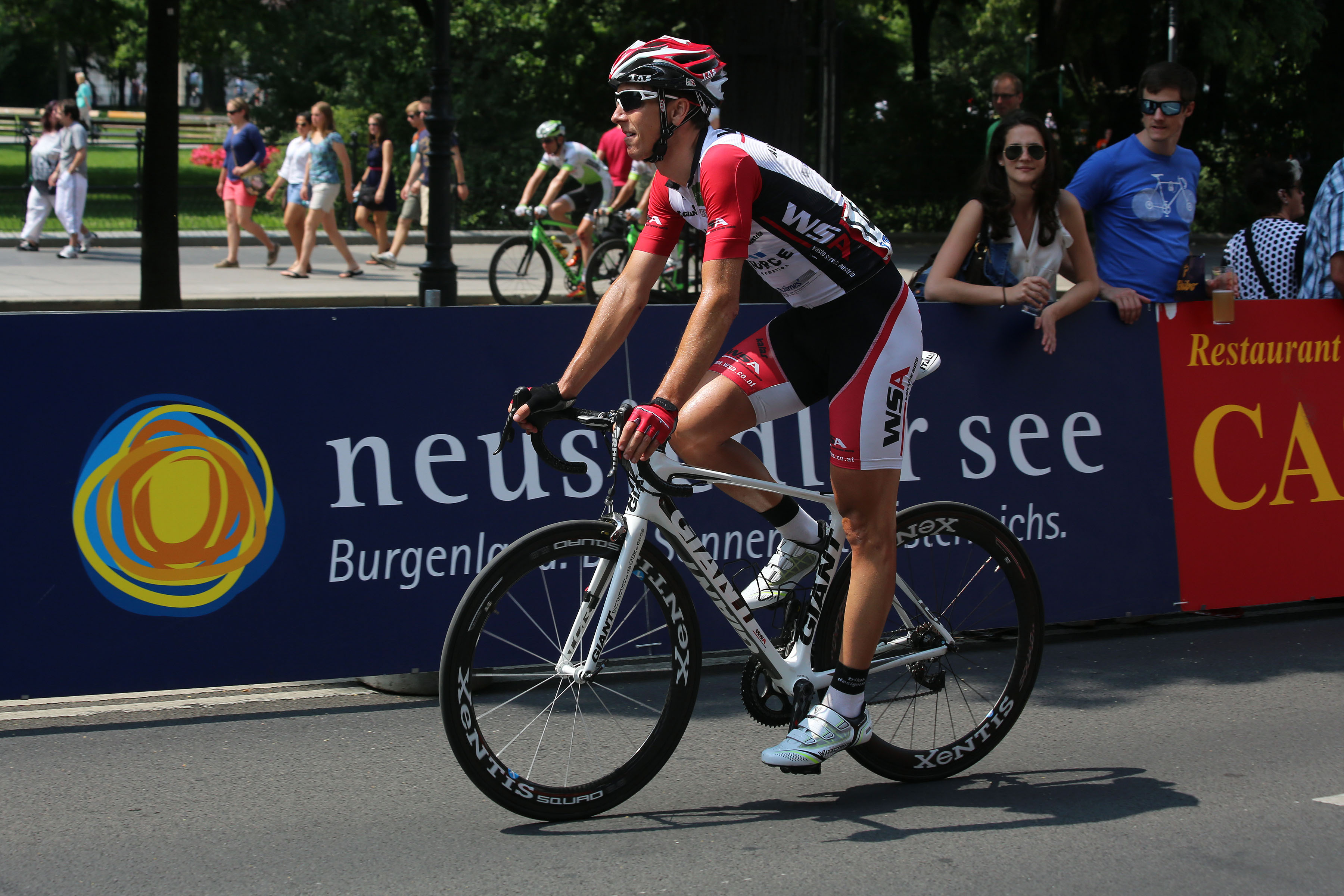
Josef Benetseder (Österreich-Rundfahrt 2013)

## Sportliche Laufbahn
Josef Benetseder wurde 2003 Dritter bei der österreichischen U23-Meisterschaft im Straßenrennen. Im nächsten Jahr belegte er in der U23-Klasse jeweils den dritten Platz im Straßenrennen und im Einzelzeitfahren. 2006 erhielt Benetseder einen Vertrag bei dem österreichischen Professional Continental Team Volksbank-Vorarlberg. 2008 belegte er den achten Platz beim Giro della Romagna und wurde zudem Vizestaatsmeister im Einzelzeitfahren. In der Saison 2010 wurde er 14. der Gesamtwertung bei der Tour de Langkawi und gewann eine Etappe bei der Oberösterreich-Rundfahrt. Bei der Österreich-Rundfahrt konnte Benetseder die Bergwertung für sich entscheiden. Außerdem krönte sich Benetseder in dieser Saison zum Gesamtsieger der österreichischen Rad-Bundesliga, der Tchibo Top Rad Liga. Dabei gewann er ein Rennen der Serie, nämlich das Eröffnungsrennen in Leonding. 2012 wurde er österreichischer Staatsmeister am Berg. 2013 gewann er eine Etappe der Tour Bohemi.
Zum Ende der Saison 2016 beendete Benetseder seine Radsportlaufbahn.
Benetseder ist seit 2019 Vater einer Tochter.

## Erfolge
2013
- Tour Bohemia

2012
- Österreichischer Meister - Berg

2011
- Bergwertung Oberösterreich-Rundfahrt

2010
- eine Etappe und Bergwertung Oberösterreich-Rundfahrt
- Gesamtwertung Tchibo Top Rad Liga

## Teams
- 2006 Vorarlberger
- 2007 Team Volksbank
- 2008 Team Volksbank
- 2009 Vorarlberg-Corratec
- 2010 Vorarlberg-Corratec
- 2011 Team Vorarlberg
- 2012 Team Vorarlberg
- 2013 WSA
- 2014 Tirol Cycling Team
- 2015 Hrinkow Advarics Cycleangteam
- 2016 Hrinkow Advarics Cycleangteam